# Абильгор, Петер Христиан
Петер Христиан Абильгор (дат. Peter Christian Abildgaard; 22 декабря 1740[…], Копенгаген — 21 января 1801, Копенгаген) — датский ветеринар. Старший сын натуралиста и иллюстратора Сёрена Абильгора и брат живописца Николая Абильгора.

## Биография
Петер Христиан Абильгор родился 22 декабря 1740 года в городе Копенгагене. Карьеру начал как аптекарский ученик, затем прослушал курс медицины, особое внимание уделяя ветеринарному искусству. В 1775—1782 гг. был главным городским врачом Копенгагена. 
Основал Королевскую ветеринарную школу (1773), в которой работал как директор и преподаватель до своей смерти в 1801 году. Его знакомство с Эриком Ниссеном Виборгом во многом определило судьбу последнего, он сменил Абильгора на должности преподавателя, после его смерти, а затем и возглавил Ветеринарную школу.
Абильгор является основоположником научной ветеринарии в Дании. Автор сочинений по естественным наукам и научно-популярных статей по разным областям ветеринарных знаний.
Абильгор первым использовал электричество для реанимации животного: сделал удар разрядом электричества удар по груди курицы, тем самым оживив её.
Описал первый из ставших известными науке видов бескишечных турбеллярий Convoluta convoluta.
Петер Христиан Абильгор умер 21 января 1801 года в родном городе.